# Eurylaimides
Az Eurylaimides  a madarak osztályának a verébalakúak (Passeriformes) rendjébe tartozó és a királygébics-alkatúak (Tyranni) alrendjébe tartozó alrendág.

## Rendszerezés
Az alrendágba az alábbi családok tartoznak:
- Calyptomenidae
- Sapayoidae
- bársonypittafélék (Philepittidae)
- ricsókafélék (Eurylaimidae)
- pittafélék (Pittidae)